# Comité National Olympique et Sportif du Mali
Das Comité National Olympique et Sportif du Mali (englisch National Olympic and Sports Committee of Mali, arabisch اللجنة الرياضية والأولمبية الوطنية, DMG allajnat alriyadiat wal'uwlimbiat alwatania) ist das Nationale Olympische Komitee von Mali.
Das Komitee wurde 1963 vom Internationalen Olympischen Komitee anerkannt.